# هرمیپی

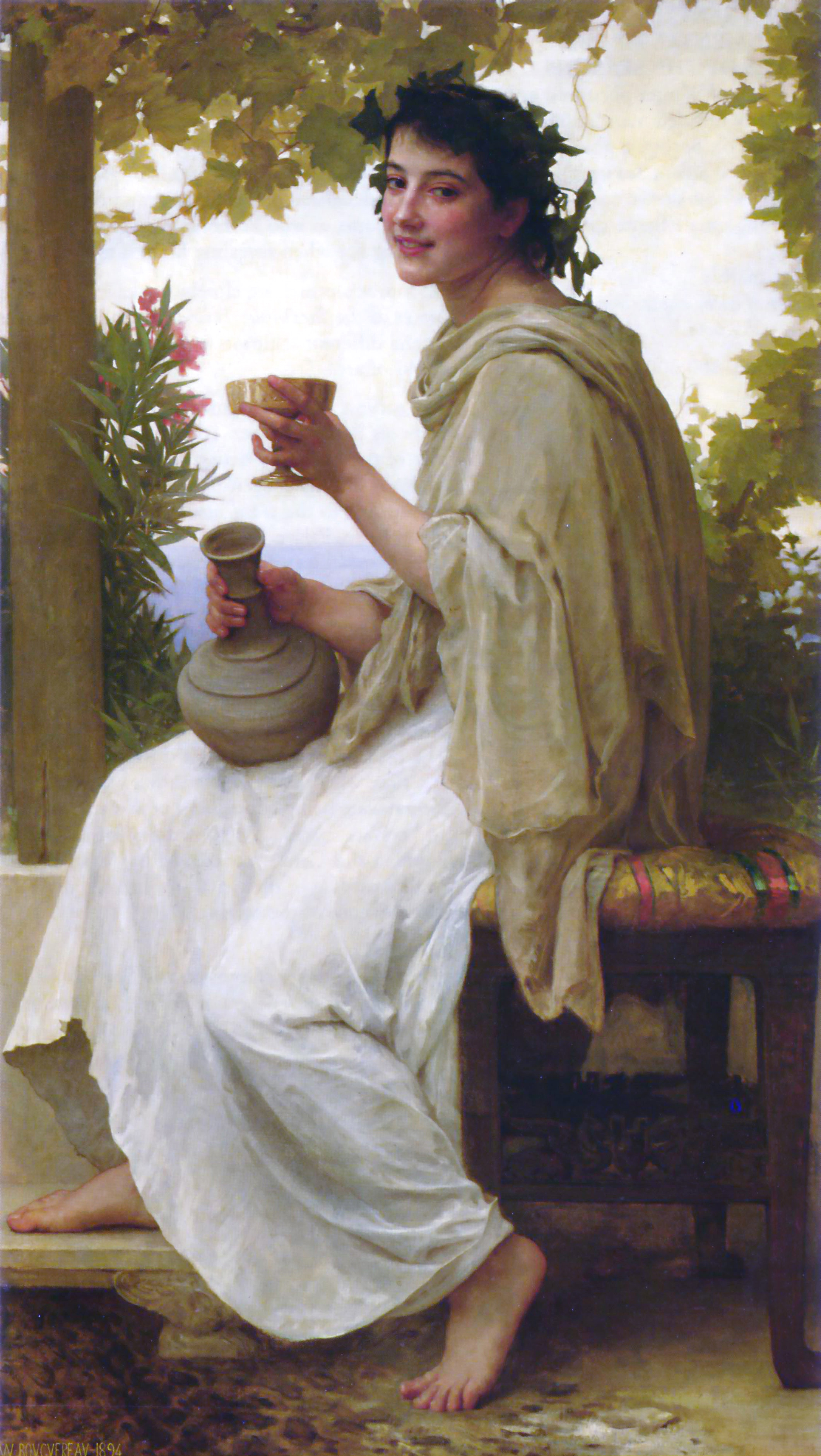
هرمیپی نقاشی توسط :ویلیام-آدولف بوگرو

هرمیپی(به یونانی: Ἑρμίππη)،(به انگلیسی: Hermippe) در اساطیر یونانی دختر بویتس بود. او با آرکومنوئس، از پسران زئوس و دانائوس بود. اما از پوزئیدون پسری به نام مینوئس داشت. آرکومنوئس پدر قانونی پسر او شد. 